# Trałowce typu Viesturs
Trałowce typu Viesturs – łotewskie trałowce z okresu dwudziestolecia międzywojennego. W 1926 roku we francuskich stoczniach Ateliers et Chantiers de la Loire w Nantes i Chantiers et Ateliers Augustin Normand w Hawrze zbudowano dwa okręty tego typu – „Viesturs” i „Imanta”. Przyjęte do służby w marynarce wojennej w tym samym roku, służyły do czasu aneksji Łotwy przez ZSRR, a następnie włączono je do Floty Bałtyckiej. 

## Projekt i budowa
Trałowce typu Viesturs zostały zamówione przez rząd Łotwy we Francji. Zawarty w październiku 1924 roku kontrakt opiewał na 1,5 mln łatów. Stworzony specjalnie na zamówienie projekt okrętów bazował na kadłubach holowników  .
„Viesturs” został zbudowany w stoczni Ateliers et Chantiers de la Loire w Nantes, a „Imanta” w stoczni Chantiers et Ateliers Augustin Normand w Hawrze. Położenie stępek okrętów oraz ceremonie wodowania odbyły się w 1926 roku  .
| Okręt      | Stocznia | Początek budowy | Wodowanie        | Wejście do służby |
| ---------- | -------- | --------------- | ---------------- | ----------------- |
| „Viesturs” | Loire    | początek 1926   | 27 maja 1926     | jesień 1926       |
| „Imanta”   | Normand  | wiosna 1926     | 11 sierpnia 1926 | koniec 1926       |

## Dane taktyczno-techniczne
Okręty typu Viesturs były trałowcami o długości całkowitej 48,9 metra (46 metrów między pionami), szerokości 6,5 metra i zanurzeniu 1,5 metra (maksymalnie 1,8 metra) . Wyporność standardowa wynosiła 265 ton, a pełna 310 ton . Siłownię jednostek stanowiły dwie pionowe maszyny parowe potrójnego rozprężania o łącznej mocy 750 KM, do których parę dostarczały dwa kotły Normand . Prędkość maksymalna napędzanych dwiema śrubami okrętów wynosiła 14 węzłów . Zapas paliwa wynosił 30 ton. Zasięg wynosił 1100 Mm przy prędkości 11 węzłów .
Uzbrojenie artyleryjskie stanowiło pojedyncze działo przeciwlotnicze kalibru 75 mm M1925 L/35 oraz cztery karabiny maszynowe . Wyposażenie trałowe stanowił trał mechaniczny, a na pokład można było zabrać 30 min  .
Załoga pojedynczego okrętu składała się z 39 oficerów, podoficerów i marynarzy .

## Służba
„Viesturs” został przyjęty do służby w marynarce łotewskiej jesienią, a „Imanta” pod koniec 1926 roku  . Koniec służby nastąpił w sierpniu 1940 roku w wyniku aneksji Łotwy przez ZSRR  . Obie jednostki zostały 19 sierpnia 1940 roku bez zmiany nazw włączone do Floty Bałtyckiej  . W październiku 1940 roku „Viesturs” otrzymał oznaczenie T-298, a „Imanta” T-299 . 1 lipca 1941 roku, po agresji Niemiec na ZSRR, T-299 (ex-„Imanta”) weszła na minę na zachód od Saremy i zatonęła . T-298 (ex-„Viesturs”) przetrwał wojnę i zakończył służbę w marynarce wojennej w lutym 1948 roku, a następnie został przebudowany na statek badawczy . W latach 50. został zezłomowany.